# Чилови (Виргиния)
Чилови (англ. Chilhowie) — город в округе Смит  в штате Виргиния США. По данным переписи 2020 года, численность населения составляла 1654 человека.

## Население
| 2000 | 2010  | 2020  |
| ---- | ----- | ----- |
| 1827 | ↘1781 | ↘1654 |